# Irineo Álvarez
Irineo Álvarez (Ures, Sonora, 7 de noviembre de 1967) es un actor mexicano que ha participado tanto en varias películas y telenovelas. Ha sido reconocido en papeles como Ladrón de corazones, El roba amor y La patrona.

## Carrera
Sus padres son mexicanos, terminó sus estudios en La Ciudad de México, México, al terminar decidió estudiar teatro, e ingresó a sus estudios como actor en 1989. Después de varios años de práctica en 2003, hace su debut en Ladrón de corazones, junto a Lorena Rojas, Manolo Cardona y Humberto Elizondo. Como fueron sus inicios hizo un papel no muy importante en la telenovela. Después hace su debut en el cine con las películas: Los tres entierros de Melquiades Estrada, Ciudad del silencio y La misma luna.
Le seguirían Cambio de vida en 2008, obteniendo un papel secundario. Comparte créditos con Augusto Di Paolo, Hugo Catalán y Mónica Farías. En 2009, hace su cuarta película, El hijo de Judas. Ese mismo año participa en la serie Gregoria "La Cucaracha" y en la telenovela Mujer comprada.
Su película más conocida hasta ahora es Flor de fango en 2011, donde comparte créditos con Odiseo Bichir, Claudia Ramírez e Isabel Martínez "La Tarabilla".
En 2011 participa en El encanto del águila. En 2012 participa en la telenovela Rosa Diamante, compartiendo créditos con Carla Hernández, Mauricio Ochmann, Patricio Castillo, Lupita Ferrer, Claudia Ramírez, Luis Xavier y Begoña Narváez.
Ese mismo año participa en La ruta blanca, como Félix, y ese mismo año participa en Capadocia. 
Se hace conocido por su participación en La patrona, donde interpretó a Ramón Izquierdo. Compartió créditos con: Christian Bach, Aracely Arambula, Jorge Luis Pila, Gonzalo García Vivanco y Erika de la Rosa.
Participa en la película Ladies Nice (2013), y poco después en Fortuna. Su más reciente papel es Las trampas del deseo, junto a Marimar Vega, Javier Jattin, Carlos Torres, Alexandra de la Mora y Lourdes Reyes.
Participa en la telenovela de Televisa La candidata, donde interpreta al corrupto Augusto Larreta, compartiendo créditos con Silvia Navarro, Rafael Sánchez-Navarro, Susana González, Nailea Norvind y Víctor González Reynoso.
Participa en la telenovela de Televisa Caer en tentación compartiendo créditos con Silvia Navarro, Adriana Louvier, Gabriel Soto y Carlos Ferro.

## Filmografía

### Televisión
- La mujer del diablo (2022-2023) - Felipe
- Señorita 89 (2022) - Héctor Canales
- Los ricos también lloran (2022) - Alfonso Romano
- La negociadora (2020) - Octavio
- Médicos, línea de vida (2019-2020) - Andrés Guerrero
- Las Buchonas (2018-2019) - Mariano Bonilla
- El secreto de Selena (2018) - Arnoldo García
- Caer en tentación (2017-2018) - Antonio Ibáñez-Lara
- Su nombre era Dolores (2017) - Edilberto "Ed" Núñez
- El vato (2017) - Justino Robles
- La candidata (2016-2017) - Lcdo. Larreta
- Yago (2016)
- La hermandad (2016) - Juan Jacinto Arias
- El señor de los cielos (2014) - Pedro Narváez
- El Mariachi (serie) (2014) - Pedro Molina
- Las trampas del deseo (2013) - Sergio
- Fortuna (2013) - Víctor Arteaga
- La patrona (2013) - Ramón Izquierdo
- Capadocia (2012) - General Vega
- Rosa diamante (2012) - Gustavo Manrique
- El encanto del águila (2011) - Rodolfo Herrero
- Drenaje profundo (2010) - "El Guapo" Guzmán
- La revista (2009) - Napoleón
- Mujer comprada (2009) - Comandante
- Cambio de vida (2008)
- Ladrón de corazones (2003) - Secretario Páez

### Cine
- Cindy la Regia (2020)